# Osenberg (Halver)
Osenberg, früher Osenbergermühle oder Osenberger Mühle, ist ein Wohnplatz von Halver im Märkischen Kreis im Regierungsbezirk Arnsberg in Nordrhein-Westfalen (Deutschland).

## Lage und Beschreibung
Osenberg liegt im Nordwesten des Halveraner Stadtgebietes an der Stadtgrenze zu Breckerfeld im Tal der Ennepe. Die Nachbarorte sind Kamscheid, Oberbuschhausen, Buschhauser Hammer und Ahe.
Der Ort ist über eine Straße zu erreichen, die bei Niederennepe von der Bundesstraße 229 abzweigt und die Ortschaften im Ennepetal anbindet. Da der Ort an der Stauwurzel der Ennepe-Vorsperre der Ennepetalsperre liegt, ist die Zufahrt aus Wasserschutzgründen nur für Anlieger gestattet.

## Geschichte
Der als Osenberg bezeichnete Wohnplatz besaß bis zum 20. Jahrhundert den Namen Osenberger Mühle bzw. Osenbergermühle, der erstmals 1367 urkundlich erwähnt wurde. Die Entstehungszeit der Siedlung wird aber für den Zeitraum zwischen 1200 und 1300 am Ende der mittelalterlichen Rodungsperiode vermutet. 1823 wurde eine Pulver- bzw. Malmühle errichtet, deren Gebäude noch heute erhalten sind. Östlich von den Mühlengebäuden jenseits der Ennepe kam in der ersten Hälfte des 20. Jahrhunderts ein weiteres Wohngebäude dazu. Dieser gesamte Ortsbereich wird seitdem Osenberg genannt, die alte Ortsbezeichnung Osenbergermühle nicht mehr verwendet. Auf alten Ausgaben der Topografischen Karte 1:25.000 Blatt 4710 Halver ist der Ort auch als Drechslerei beschriftet. 
Das eigentliche Osenberg wurde erstmals 1462 urkundlich erwähnt, allerdings ist die heute als Osenberg bezeichnete Siedlung auf Halveraner Stadtgebiet nicht identisch mit dieser Ursprungssiedlung, deren wenige erhaltenen Gebäude – eines davon wird heute als Forsthaus genutzt – ein paar hundert Meter flussabwärts auf Breckerfelder Gebiet an dem Damm Ennepe-Vorsperre liegen.
Zu der Ursprungssiedlung siehe Osenberg.
1818 lebten sechs Einwohner in Osenbergermühle. Laut der Ortschafts- und Entfernungs-Tabelle des Regierungs-Bezirks Arnsberg wurde der Ort als Pulver- und Malmühle kategorisiert und besaß 1838 eine Einwohnerzahl von vier, allesamt evangelischen Glaubens. Der Ort gehörte zu dieser Zeit der Kamscheider Bauerschaft innerhalb der Bürgermeisterei Halver an und besaß ein Wohnhaus, vier Fabriken bzw. Mühlen und zwei landwirtschaftliche Gebäude.
Das Gemeindelexikon für die Provinz Westfalen von 1887 gibt für Osenberg eine Zahl von 15 Einwohnern an, die in drei Wohnhäusern lebten.